# Адамантиос Манос
Адамантиос (Диамантис) Манос, наричан капитан Кокинос или Димбрас (на гръцки: Αδαμάντιος (Διαμαντής) Μάνος, καπετάν Κόκκινος ή Ντίμπρας), е гръцки андартски капитан, деец на Гръцката въоръжена пропаганда в Западна Македония в началото на XX век.

## Биография
Адамантиос Манос е роден през 1862 година в гревенското село Спилео, тогава в Османската империя. Рано получава прякора Кокинос по румения цвят на лицето си, но за да не се бърка с Лукас Кокинос получава псевдонима капитан Димбрас. Жени се и има пет деца. В началото на XX век се включва в гръцката пропаганда в Македония и си сътрудничи с митрополит Агатангел Гревенски. През 1904 година посреща Павлос Мелас, а на 21 април 1905 година участва в голямата битка с турски аскер на Мурик. На 11 юли 1905 година става четник при Петрос Манос (капитан Вергас), който действа в Гревенско срещу четите на румънската пропаганда и в Костенарията срещу българските чети на ВМОРО. През октомври 1905 година оглавява собствена чета в Гревенско и си сътрудничи с капитаните Лукас Кокинос, Йоргос Лепидатос, Никола Белов и Томас Макулис. Участва в голямото сражение на Орлякас.
През януари 1906 година е изпратен да подпомогне четата на Йоанис Пануцопулос (капитан Зиреяс). Заради нередовното изплащане на заплатите четата му се отдава на грабежи в Битолско. През май 1906 година Адамантиос Манос и 15 негови четници се присъединяват към Григорис Фалиреас, но повторно заради липса на пари от Атина се отдават на разбойничество. След това с четата на Йорко Чокардани тероризира влашките села и се сражава с турски аскери в Тесалия и Западна Македония. През юни 1907 година Адамантиос Манос си сътрудничи с Георгиос Стримонарас (капитан Царас) в Гревенско, а след като Стримонарас напуска Македония през декември същата година, Манос остава главен отговорник на пропагандата в Гревенско. На 8 февруари 1908 година е заловен от турските военни в гревенското село Монахити и на 25 април 1908 година е обесен на Ат пазар в Битоля. След неговата смърт жена му получава гръцка офицерска пенсия. През 2000 година негов паметник е поставен в родното му село.